# The Last Sucker
The Last Sucker è l'undicesimo album in studio, del gruppo industrial metal statunitense Ministry, pubblicato nel 2007.

## Il disco
Si tratta del terzo e ultimo capitolo relativo alla trilogia della band contro George W. Bush, raffigurato in copertina. La trilogia comprende anche Houses of the Molé (2004) e Rio Grande Blood (2006).
Il disco è stato registrato a El Paso (Texas).

## Tracce
1. Let's Go – 4:53
2. Watch Yourself – 5:29
3. Life Is Good – 4:15
4. The Dick Song – 5:50
5. The Last Sucker – 5:59
6. No Glory – 3:42
7. Death & Destruction – 3:31
8. Roadhouse Blues (The Doors cover) – 4:26
9. Die in a Crash – 4:03
10. End of Days (Part 1) – 3:22
11. End of Days (Part 2) – 10:25

## Formazione
- Alien Jourgensen - voce, chitarre, basso, armonica, programmazioni
- Tommy Victor - chitarre, basso, cori
- Paul Raven - basso, chitarre, cori
- Sin Quirin - chitarre, basso
- John Bechdel - tastiere